# 高仁峒
高仁峒（？—1907年）法名明峒，字云溪，号寿山子，生于山东济宁，清朝道士、白云观第二十代方丈。

## 生平
高仁峒在《云水集》中自称：“予姓高氏，实生于济宁。十五丧父，已厌尘情；又历四载，益叹浮生，行年十九，遂访赤松。辞我老母，别我弟兄，掉头东去，半夜揣行；如人接引，直上云梦，吴师座下，得接宗风。”
高仁峒《云水集》中所载京官李端遇序言中称：
闻尝综举云溪始末，行年二十出家，及今垂三十年。其间餐露煮石，朝风弄月，方外生涯慕道者，往事称述。顾余以为，未足尽云溪者。云溪固孝友中人也。夫求仙必视所居，而观人必要求大孝友者。入世可以希圣，即出世可以成仙者也。于何信之？于云溪处其母、弟信之。方高母在堂也，白发倚阁，思子常切。云溪既受师戒，不能云其灭亲，云水游方，尝省其母。母死，千里奔丧，出资营窀穸，尽丧尽礼。既葬而后，去求仙之道，实已厚培其本也。尝自道，所得虽练师羽客，非入云溪之室者，不能窥云溪之言之奥。门外人强作解事，转类病夫之谚语矣。则谓余于是集，乃终未能赞词也可。光绪十二年岁在丙戌，八月既望，青渠散人李端遇书于宣武城内之寓庐。
《印光法师文钞》记载：“兹有京都白云观方丈，护法道友，仁峒高公，禀柱下之真传，作玄门之领袖，踞白云之丈室，为黄冠之依归，欲参普门，故朝第一名山，广结众缘，因设千僧大斋，又以心期宏道，志在利人，敦请山僧，升坐说法，欲使大众咸知，教虽有三，道本无二。”可见高仁峒主张儒、道、佛“三教由来共根源，根源起处莫颟顸”。
金梁《光宣小记》记载
光绪三十三年（1907年），高仁峒羽化归真。

## 著作
- 《云水集》（光绪十二年出版）

1. 1 2 3  孔祥吉、村田雄二郎，日本机密档案中的白云观与高道士，福建论坛(人文社会科学版)2011年01期